# Grande griffon da Vendeia
Grande griffon da Vendeia[Nota] (em francês:  Grand griffon Vendéen) é uma raça canina oriunda da França. De origem antiga, acredita-se que seja o resultado dos cruzamentos entre os cães de Santo Humberto e uma variante italiana de caça, cuja pelagem era alourada. Tendo sofrido transfusão de sangue com cães de granja, acabaram por tornarem-se fogosos, o que lhes reduziu a estamina comum aos sabujos.